# Landelin von Crespin

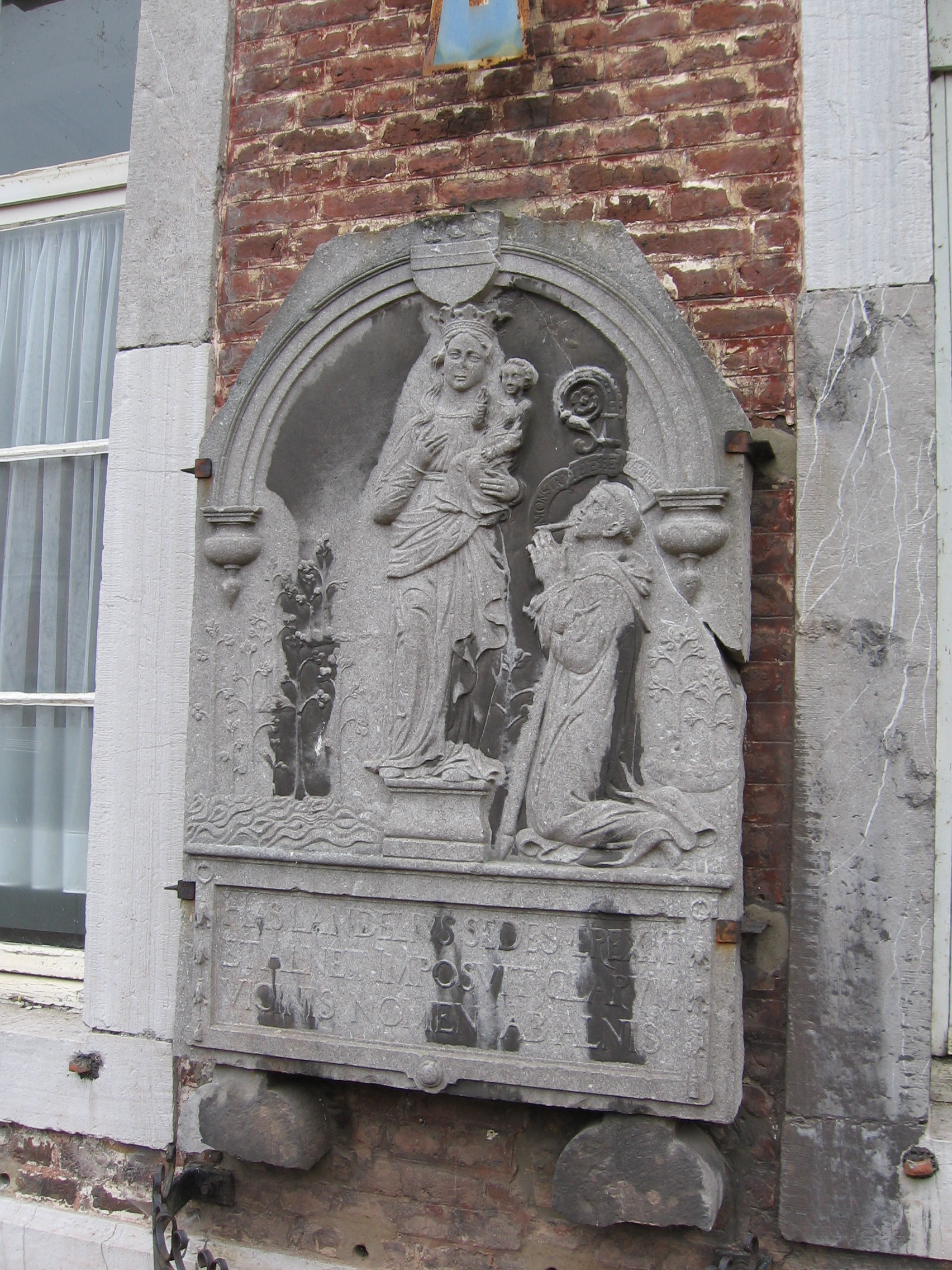
Landelin, Relief an der Abtei Aulne

Landelin von Crespin, auch Lando, Landolin, Landolinus und von Lobbes (* 6. Jahrhundert oder 7. Jahrhundert; † 15. Juni 686), war Klostergründer und Abt im Hennegau. Er wird in der Römisch-katholischen Kirche als Heiliger verehrt; sein Gedenktag ist der 15. Juni.

## Lebensdaten
Die in verschiedenen Lebensberichten zu findenden Angaben zu seinem Geburts- wie auch seinem Todesjahr sind widersprüchlich und weichen zum Teil erheblich voneinander ab, und die Jahreszahlen der von ihm unternommenen Klostergründungen sind schwerlich mit denen vereinbar, die über seine bewegte Jugendzeit veröffentlicht worden sind. Dies liegt zum Teil an mangelnden schriftlichen Zeugnissen aus der damaligen Zeit, zum Teil wohl auch an der sein Leben umrankenden nachträglichen Legendenbildung. Seine Geburt wird verschiedentlich in die Jahre 605, 613, 625, 635 und 637 gelegt; rechnet man von den Daten der Klostergründungen zurück, die in die Zeit zwischen 650 und 670 fallen, so erscheint der Zeitraum in den beiden ersten Dekaden des 7. Jahrhunderts eher plausibel. Er starb wahrscheinlich im Jahre 686, aber auch 685 und sogar 707 werden genannt.

## Jugend
Landelin kam in Vaux bei Bapaume (heute im Département Pas-de-Calais) als Spross einer fränkischen Adelsfamilie, der Herren von Vaulx, zur Welt. Seine Eltern sahen für ihn, als nachgeborenen Sohn, eine kirchliche Laufbahn vor. Wohl bereits im Alter von sieben Jahren kam er in die Obhut des Bischofs Autbert von Cambrai, der ihn getauft hatte und ihn nun auf den Priesterberuf vorbereiten sollte. Kurz vor seiner Weihe lief er, den Einflüsterungen zwielichtiger Verwandter folgend, jedoch davon und schloss sich einer Räuberbande an, deren Anführer er unter dem Namen „Maurosus“ schon bald wurde und fünf Jahre lang blieb.
Erst nachdem einer seiner engsten Gefährten bei einem nächtlichen Überfall getötet worden war, kam es zur Bekehrung. Im Traum soll er gesehen haben, wie böse Geister die Seele seines Kumpans in die Hölle führten, während ein Engel Landelin zur Umkehr und Buße ermahnte. Daraufhin verließ er seine Spießgesellen und kehrte reumütig zu seinem Erzieher Autbert zurück. Dieser nahm ihn wieder bei sich auf und unterwarf ihn einem rigorosen Bußregiment. Bald darauf wurde Landelin Mönch. Er unternahm drei Pilgerreisen nach Rom und wurde nach der ersten zum Diakon und nach der zweiten zum Priester geweiht.

## Klostergründungen

### Lobbes
Nach der Rückkehr von der dritten Romreise, bei der ihn seine beiden Gefährten Adelin (Adelinus, Adelenus) und Domitian (Domitianus, Domitien, Deumianus) begleitet hatten, erhielten die drei von Bischof Autbert die Erlaubnis, in den Hennegau zu ziehen, um dort in der Abgeschiedenheit zu beten und zu büßen. Landelin wählte eine öde Stelle an der Sambre, die nach dem dort mündenden Bach Laubach (Laubac, Laubacus) früher den Namen „Labieni Castra“ gehabt haben soll, nunmehr den Namen „Laubacum“ (Laubium, Laubiae, Lobias, Lobbes) erhielt und heute ein Dorf in Belgien ist. Dort strömten ihm jedoch immer mehr Schüler zu, darunter viele seiner ehemaligen Bandenmitglieder, so dass er sich schließlich um 650 gezwungen sah, erst eine feste Gemeinde und dann ein Kloster nach den Regeln des Hl. Benedikt zu gründen, das er mit Ländereien, die seine Familie von den fränkischen Königen erhalten hatte, ausstattete. Die Anlage wuchs schnell, und im Jahre 654 wurde die Abtei Lobbes formell geweiht. Da Landelin sich für unwürdig hielt, Abt zu sein, und lieber in der Einsamkeit leben wollte, bestimmte er einen seiner ersten Schüler, den später heiliggesprochenen Ursmar (Ursmer, Ursmarus), zum Abt; dieser vollendete die begonnenen Konventsgebäude, baute die Klosterkirche und die Kirche Notre Dame, und widmete sich der Missionsarbeit im heutigen Belgien.

### Aulne
Landelin blieb bis 654 in Lobbes. Dann zog er in den Weiler Aulne (Aune, Alna), heute Teil der Gemeinde Thuin in der Provinz Hainaut in Belgien, wenige Kilometer von Lobbes entfernt, und stiftete dort im Jahre 656 an der Sambre ein zweites Benediktiner-Kloster, die Abtei Aulne, das er ebenfalls mit von den Frankenkönigen geschenktem Grundbesitz ausstattete.

### Waslere (Wallers)
Schon ein Jahr später, 657, gründete er auf Besitz, den seine Familie von König Dagobert I. geschenkt bekommen hatte, ein drittes Kloster, die Abtei Waslere, einige Kilometer südlich von Aulne, in Wallers-en-Fagne, die er den Aposteln Petrus und Paulus widmete und seinem Schüler Dodo als Abt unterstellte.

### Crespin
Getrieben vom Wunsch nach Einsamkeit zog er schon bald darauf mit Adelin und Domitian in den Wald von Amblise im Hennegau zwischen Valenciennes und Mons und errichtete dort eine hölzerne Zelle am Ufer der Haine, die bei Condé-sur-l’Escaut in die Schelde mündet. Als der Besitzer des Waldes als Preis für das unerlaubte Absägen von Ästen ihnen ihre Kleider nehmen wollte, wurde er gelähmt; erst nach Herausgabe der Kleidung wurde er von Landelin wieder geheilt. Auch soll nach seinem Gebet an der Stelle, an der Landelin seinen Stab auf die Erde stieß, eine starke Quelle hervorgetreten sein, deren kräuselnde Wellen („crispantibus undis“) ihn dazu bewogen, den Ort „Crispinium“ (Crespin) zu nennen. Der Ruf der drei Eremiten und die Erzählungen von Landelins wundersamen Taten lockten zunehmend neue Schüler herbei, so dass Landelin eine Kapelle bauen ließ, die dann zur Keimzelle des wohl um 670 geweihten und dem Apostel Petrus gewidmeten Benediktiner-Klosters Crespin wurde. Landelin wurde sein erster Abt, baute sich aber in der Nähe eine eigene kleine Klause, wo er sich gewöhnlich aufhielt, um in der Abgeschiedenheit zu beten. Auch seine beiden Getreuen Adelin und Domitian zogen in abseits gelegene Hütten.
Landelin starb in Crespin, wohl am 15. Juni 686, und wurde in der dortigen Klosterkirche beigesetzt.

### Reliquien
Die Reliquien Landelins wurden in der Klosterkirche von Crespin verehrt. Das Kloster geriet jedoch im 9. Jahrhundert zunehmend in Gefahr, von Wikingern auf deren Raubzügen geplündert oder gar zerstört zu werden. Um dieser Gefahr zu begegnen, wurden Landelins Reliquien wohl im Jahre 836 nach Boke bei Paderborn überführt (Kirche St. Landolinus). Von dort kamen sie 1104 in das Kloster Flechtdorf bei Korbach. Bei der Auflösung des Klosters Flechtdorf wurden sie wohl zunächst in das Kloster Odacker bei Warstein in Westfalen gebracht. Sein Haupt gelangte 1648 nach Osnabrück.